# 히가시히로시마시
히가시히로시마시(일본어: 東広島市)는 일본 히로시마현 중앙부, 히로시마시의 동쪽에 있는 시이다.

## 개요
중심지인 사이조 지역은 메이지 시대에 산요 철도의 사이조역이 설치되었고 음양주의 발명으로 사이조의 술이 주목받아 나다, 후시미와 함께 술의 고장으로 알려졌다. 매년 10월에는 "술 축제"가 개최되어 많은 관광객이 방문한다. 1995년에는 독립행정법인 주류종합연구소가 도쿄도에서 이곳으로 이전했다.
히로시마 대학을 중심으로 학원 도시 만들기가 진행되고 있다. 히로시마 중앙 테크노폴리스로 지정받아 고도 산업의 집적이 진행되고 있으며 히로시마 중앙 사이언스파크가 있다. 히로시마시와 인접하여 주택 지역의 성격도 가지고 있다.
히로시마현 내에서는 인구 증가율이 높고 또 대학 교원이나 유학생, 연수생 등 외국인도 증가하고 있다. 외국인 추계인구는 4,695명(2009년 12월 말)이며 인구의 약 2.6%를 차지한다.

## 지리
세토 내해 연안에서 중산간에까지 고도 차이가 크다. 히로시마현에서 가장 넓은 분지인 사이조 분지를 중심으로 그 주변에 점재하는 소분지로 구성된다. 동쪽에는 누타강, 남쪽에는 구로세강, 서쪽에는 세노강과 각 하천 본류의 원류가 되고 있다. 분지이기 때문에 일교차와 연교차가 크다. 이러한 기후가 양조에 적합하다고 한다. 한편 시 중심부와의 사이를 가나시 고개를 사이에 둔 아키쓰정은 세토 내해와 접해 비교적 온난하다.
시의 중앙부를 산요 본선, 산요 신칸센, 산요 자동차도가 동서로 횡단한다. 또 남부의 아키쓰정에는 구레선이 지난다.

## 인접하는 자치체
- 히로시마시(아키구, 아사키타구)
- 다케하라시
- 아키타카타시
- 미요시시
- 구레시
- 미하라시
- 아키군 구마노정
- 세라군 세라정
- 도요타군 오사키카미지마정(해상에서 인접)

## 역사
- 1974년 4월 20일 - 가모군 사이조정·시와정·다카야정·하치혼마쓰정 등 4개 정이 합병(신설 합병)해 시로 승격하면서 히가시히로시마시가 되었다.
- 2005년 2월 7일 - 가모군 구로세정·고우치정·도요사카정·후쿠토미정, 도요타군 아키쓰정 등 5개 정이 히가시히로시마시에 편입되었다.

## 교육
- 히로시마 대학

## 교통

### 철도
- 서일본 여객철도
  - 산요 신칸센
  - 산요 본선
  - 구레선

### 도로
- 산요 자동차도
- 히가시히로시마쿠레 자동차도(일본어판)
- 국도 제2호선
- 국도 제185호선
- 국도 제375호선 (일본)(일본어판)
- 국도 제432호선 (일본)(일본어판)
- 국도 제486호선 (일본)(일본어판)

## 인구
| 연도                                   | 인구    | ±%     |
| -------------------------------------- | ------- | ------ |
| 1960                                   | 97,063  | —      |
| 1965                                   | 91,630  | −5.6%  |
| 1970                                   | 93,587  | +2.1%  |
| 1975                                   | 108,219 | +15.6% |
| 1980                                   | 120,871 | +11.7% |
| 1985                                   | 131,159 | +8.5%  |
| 1990                                   | 142,088 | +8.3%  |
| 1995                                   | 165,153 | +16.2% |
| 2000                                   | 175,346 | +6.2%  |
| 2005                                   | 184,430 | +5.2%  |
| 2010                                   | 190,043 | +3.0%  |
| 2015                                   | 192,907 | +1.5%  |
| 2020                                   | 196,608 | +1.9%  |
| Higashihiroshima population statistics |         |        |

## 기후
| 히가시히로시마시의 기후                                      | 히가시히로시마시의 기후 | 히가시히로시마시의 기후 | 히가시히로시마시의 기후 | 히가시히로시마시의 기후 | 히가시히로시마시의 기후 | 히가시히로시마시의 기후 | 히가시히로시마시의 기후 | 히가시히로시마시의 기후 | 히가시히로시마시의 기후 | 히가시히로시마시의 기후 | 히가시히로시마시의 기후 | 히가시히로시마시의 기후 | 히가시히로시마시의 기후 |
| 월                                                           | 1월                     | 2월                     | 3월                     | 4월                     | 5월                     | 6월                     | 7월                     | 8월                     | 9월                     | 10월                    | 11월                    | 12월                    | 연간                    |
| ------------------------------------------------------------ | ----------------------- | ----------------------- | ----------------------- | ----------------------- | ----------------------- | ----------------------- | ----------------------- | ----------------------- | ----------------------- | ----------------------- | ----------------------- | ----------------------- | ----------------------- |
| 역대 최고 기온 °C (°F)                                       | 18.3 (64.9)             | 20.7 (69.3)             | 23.4 (74.1)             | 29.2 (84.6)             | 31.4 (88.5)             | 34.0 (93.2)             | 37.0 (98.6)             | 36.7 (98.1)             | 35.5 (95.9)             | 29.9 (85.8)             | 24.0 (75.2)             | 19.9 (67.8)             | 37.0 (98.6)             |
| 일평균 최고 기온 °C (°F)                                     | 7.7 (45.9)              | 8.9 (48.0)              | 12.8 (55.0)             | 18.7 (65.7)             | 23.6 (74.5)             | 26.3 (79.3)             | 29.9 (85.8)             | 31.5 (88.7)             | 27.4 (81.3)             | 21.9 (71.4)             | 15.9 (60.6)             | 10.1 (50.2)             | 19.6 (67.2)             |
| 일일 평균 기온 °C (°F)                                       | 2.3 (36.1)              | 3.2 (37.8)              | 6.6 (43.9)              | 12.1 (53.8)             | 17.3 (63.1)             | 21.2 (70.2)             | 25.0 (77.0)             | 25.8 (78.4)             | 21.8 (71.2)             | 15.6 (60.1)             | 9.5 (49.1)              | 4.4 (39.9)              | 13.7 (56.7)             |
| 일평균 최저 기온 °C (°F)                                     | −2.6 (27.3)             | −2.1 (28.2)             | 0.6 (33.1)              | 5.4 (41.7)              | 11.1 (52.0)             | 16.6 (61.9)             | 21.0 (69.8)             | 21.5 (70.7)             | 17.1 (62.8)             | 10.0 (50.0)             | 3.7 (38.7)              | −0.8 (30.6)             | 8.5 (47.2)              |
| 역대 최저 기온 °C (°F)                                       | −12.6 (9.3)             | −11.9 (10.6)            | −7.3 (18.9)             | −3.8 (25.2)             | −0.3 (31.5)             | 7.9 (46.2)              | 12.7 (54.9)             | 13.4 (56.1)             | 4.5 (40.1)              | −0.8 (30.6)             | −4.3 (24.3)             | −8.7 (16.3)             | −12.6 (9.3)             |
| 평균 강수량 mm (인치)                                        | 46.9 (1.85)             | 60.0 (2.36)             | 105.0 (4.13)            | 120.6 (4.75)            | 147.7 (5.81)            | 207.4 (8.17)            | 253.0 (9.96)            | 131.3 (5.17)            | 158.2 (6.23)            | 106.0 (4.17)            | 67.4 (2.65)             | 54.3 (2.14)             | 1,457.6 (57.39)         |
| 평균 강수일수 (≥ 1.0 mm)                                     | 6.1                     | 7.4                     | 9.9                     | 9.5                     | 9.1                     | 11.0                    | 10.8                    | 8.3                     | 9.2                     | 7.3                     | 6.7                     | 6.5                     | 101.8                   |
| 평균 월간 일조시간                                           | 134.6                   | 133.8                   | 170.4                   | 188.4                   | 204.5                   | 142.2                   | 163.9                   | 194.3                   | 149.5                   | 167.2                   | 143.2                   | 133.6                   | 1,925.6                 |
| 출처: 일본 기상청 (평년값: 1991년~2020년, 극값: 1979년~현재) |                         |                         |                         |                         |                         |                         |                         |                         |                         |                         |                         |                         |                         |

## 자매 도시
- 중화인민공화국 쓰촨성 더양시
- 미국 버지니아주 버지니아비치